# حمرور بنفسجي
حمرور بنفسجي (الاسم العلمي:Hyparrhenia violascens) هو نوع من النباتات يتبع جنس الحمرور من الفصيلة النجيلية.